# Erich Putz
Erich Putz (* 2. Juli 1943 in Wien) ist ein ehemaliger österreichischer Politiker (ÖVP), Lehrer und Wiener Landessekretär des Österreichischen Arbeitnehmerinnen- und Arbeitnehmerbundes. Er war von 1983 bis 1987 sowie von 1995 bis 1996 Mitglied des Wiener Gemeinderates und Abgeordneter zum Wiener Landtag und von 1988 bis 1995 Mitglied des österreichischen Bundesrates.

## Ausbildung und Beruf
Putz besuchte nach der Volksschule ein Gymnasium und absolvierte danach die Bundeslehrerbildungsanstalt. Er legte 1963 die Matura ab und erhielt 1967 die Lehrbefähigungsprüfung für Volksschulen. Beruflich war Putz von 1964 bis 1971 als Volksschullehrer tätig und arbeitete ab 1971 als Lehrer an der Pädagogischen Akademie der Erzdiözese Wien. Er war zudem von 1971 bis 1976 klassenführender Übungsschullehrer, zwischen 1976 und 1988 Administrator. Des Weiteren war er als Gruppenbetreuer in der Volksschullehrerausbildung tätig und hielt Seminare für Sprecherziehung und Tafelschrift. Er arbeitete von 1978 bis 1985 als Leiter des Halbinternats der Übungsschulen der Pädagogischen Akademie und war ab 1990 als Landessekretär des Österreichischen Arbeitnehmerinnen- und Arbeitnehmerbundes beschäftigt. 

## Politik und Funktionen
Putz trat 1968 der ÖVP bzw. Österreichischen Arbeitnehmerinnen- und Arbeitnehmerbund bei. Er begann seine politische Karriere im 21. Wiener Gemeindebezirk Floridsdorf, wo er von 1981 bis 1988 als stellvertretender Bezirksparteiobmann der ÖVP Wien-Floridsdorf fungierte und zudem von 1983 bis 1988 Bezirksobmann des ÖAAB Wien-Floridsdorf war. Er kandidierte bei der Landtags- und Gemeinderatswahl 1983 für die Österreichische Volkspartei im Wahlkreis Floridsdorf und wurde am 24. April 1983 als Mitglied des Wiener Gemeinderates und Abgeordneter zum Wiener Landtag angelobt. Er gehörte dem Gemeinderat bzw. Landtag bis 1987 an und wurde am 8. November 1988 zum Mitglied des Bundesrates gewählt. Putz gehörte bis zum 26. Juni 1995 dem Bundesrat an und wechselte 1995 wieder in den Landtag und Gemeinderat. Er wurde am 26. Juni 1995 als Landtagsabgeordneter und Gemeinderat angelobt und war bis zum 29. November 1996 Abgeordneter zum Landtag.

## Auszeichnungen
- Großes Silbernes Ehrenzeichen für Verdienste um die Republik Österreich